# Tom Herron
Tom Herron, född den 14 december 1948 i Lisburn, Nordirland, död den 26 maj 1979, var en brittisk roadracingförare.

## Roadracingkarriär
Herron tävlade främst i landsvägsrace under sin tidiga karriär, och vann Tourist Trophy och North West 200 flera gånger under karriären. Han tävlade även som ordinarie i Grand Prix-sammanhang, där han vann två race på VM-nivå, båda på just Isle of Mans TT-race. 1976 var hans bästa säsong, då han under en helg vann både 250GP och 500GP på Isle of Man, och sedermera slutade på fjärdeplats i både 350GP och 250GP-tabellerna. 1977 slutade han tvåa i 350GP, vilket var hans bästa resultat i totalställningen under karriären. Herron förolyckades 1979 i North West 200, som han ställde upp i under en helg han inte deltog i GP-sammanhang, där han var fabriksförare för Suzuki vid tidpunkten.

### Segrar 500GP
| Nr | Grand Prix | År   |
| -- | ---------- | ---- |
| 1  | Manx TT    | 1976 |

### Segrar 250GP
| Nr | Grand Prix | År   |
| -- | ---------- | ---- |
| 1  | Manx TT    | 1976 |